# 艾姆斯布伦
艾姆斯布伦（法語：Heimsbrunn，法語發音：[aimsbʁun] ⓘ）是法国上莱茵省的一个市镇，属于米卢斯区。 

## 地理
艾姆斯布伦（47°43'35"N, 7°13'35"E）面积10.59 平方千米，位于法国大東部大區上莱茵省，该省份为法国东部内陆省份，是阿尔萨斯的一部分，今与下莱茵省组成了阿尔萨斯欧洲集体，其北临下莱茵省，西接孚日省，西南接贝尔福地区省，东侧沿莱茵河与德国相望，南与瑞士接壤。
与艾姆斯布伦接壤的市镇（或旧市镇、城区）包括：雷南格、下比诺普特、巴尔什维莱尔、加尔凡格、奥克斯塔、下莫什维莱尔、什韦古斯坦恩、贝恩维莱尔。
艾姆斯布伦的时区为UTC+01:00、UTC+02:00（夏令时）。

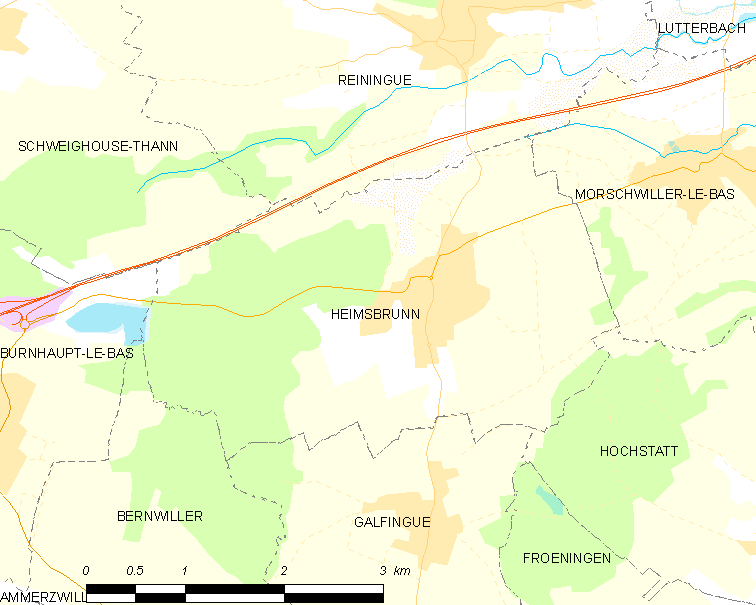
艾姆斯布伦的OSM定位图

## 行政
艾姆斯布伦的邮政编码为68990，INSEE市镇编码为68129。

## 政治
艾姆斯布伦所属的省级选区为京格赛姆县。

## 人口

1962-2008年间艾姆斯布伦人口变化图示

艾姆斯布伦于2022年1月1日时的人口数量为1325人。